# 34004 Gregorini
34004 Gregorini è un asteroide della fascia principale. Scoperto nel 2000, presenta un'orbita caratterizzata da un semiasse maggiore pari a 2,4459105 UA e da un'eccentricità di 0,2259242, inclinata di 1,85623° rispetto all'eclittica.
L'asteroide è dedicato all'astronoma italiana Loretta Gregorini.